# Børglum Herred

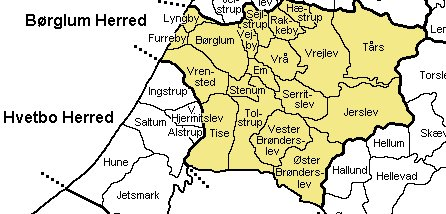
Børglum Herred

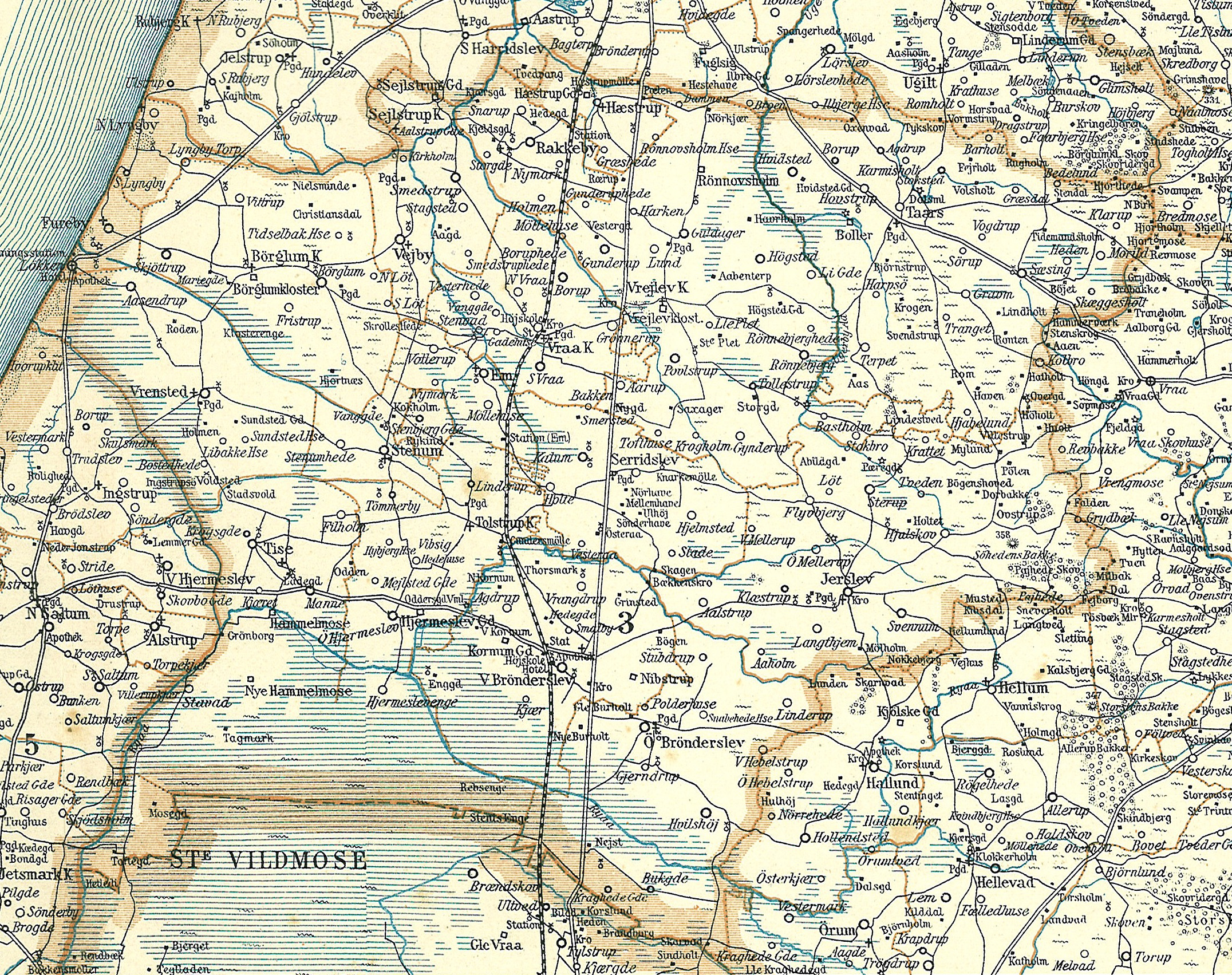
Børglum Herred rond 1900

Børglum Herred was een herred binnen het voormalige Hjørring Amt in Denemarken. Na 1970 werd het gebied deel van de nieuwe provincie  Noord-Jutland, in 2007 van de regio Noord-Jutland.

## Parochies
Børglum was verdeeld in achttien parochies. Binnen het gebied van de herred lagen oorspronkelijk geen steden. Brønderslev werd in 1921 tot stad verheven.
- Brønderslev
- Børglum
- Em
- Løkken-Furreby
- Hæstrup
- Jerslev
- Lyngby
- Rakkeby
- Sejlstrup
- Serritslev
- Stenum
- Tise
- Tolstrup
- Tårs
- Vejby
- Vrejlev
- Vrensted
- Vrå
- Øster Brønderslev